# Quản lý nhu cầu
Quản lý nhu cầu là một phương pháp lập kế hoạch được sử dụng để dự báo, lập kế hoạch và quản lý nhu cầu về sản phẩm và dịch vụ.  Điều này có thể ở cấp độ vĩ mô như trong kinh tế và ở cấp độ vi mô trong các tổ chức cá nhân.  Ví dụ, ở cấp độ vĩ mô, một chính phủ có thể ảnh hưởng đến lãi suất để điều chỉnh nhu cầu tài chính.  Ở cấp độ vi mô, nhà cung cấp dịch vụ di động có thể cung cấp sử dụng miễn phí vào ban đêm và cuối tuần để giảm nhu cầu trong giờ cao điểm.
Quản lý nhu cầu có một bộ quy trình, khả năng và hành vi được đề xuất cho các công ty sản xuất hàng hóa và dịch vụ.  Các công ty điện tử và hàng hóa tiêu dùng thường dẫn đầu trong việc áp dụng các thực hành quản lý nhu cầu vào chuỗi nhu cầu của họ; kết quả quản lý nhu cầu là sự phản ánh của các chính sách và chương trình để tác động đến nhu cầu cũng như cạnh tranh và các lựa chọn có sẵn cho người dùng và người tiêu dùng.  Quản lý nhu cầu hiệu quả tuân theo khái niệm "vòng khép kín" trong đó phản hồi từ kết quả của các kế hoạch nhu cầu được đưa trở lại vào quy trình lập kế hoạch để cải thiện khả năng dự đoán kết quả.  Nhiều thực tiễn phản ánh các yếu tố của hệ thống động lực.  Biến động đang được công nhận là một vấn đề quan trọng khi tập trung vào phương sai của nhu cầu đối với các kế hoạch và dự báo.

## Trong kinh tế học

### Kinh tế vĩ mô
Trong kinh tế vĩ mô, quản lý nhu cầu là nghệ thuật hoặc khoa học kiểm soát tổng cầu để tránh suy thoái.
Quản lý nhu cầu ở cấp độ kinh tế vĩ mô liên quan đến việc sử dụng chính sách tùy ý và được lấy cảm hứng từ kinh tế học Keynes, mặc dù ngày nay các yếu tố của nó là một phần của dòng chính kinh tế.  Ý tưởng cơ bản là chính phủ sử dụng các công cụ như lãi suất, thuế và chi tiêu công để thay đổi các quyết định kinh tế quan trọng như tiêu dùng, đầu tư, cân bằng thương mại và vay của khu vực công dẫn đến "hết buổi tối" trong chu kỳ kinh doanh.  Quản lý nhu cầu đã được áp dụng rộng rãi trong những năm 1950 đến 1970 và đã thành công trong một thời gian.  Tuy nhiên, nó không ngăn được tình trạng lạm phát trong thập niên 1970, được coi là đã bị kết tủa bởi cú sốc cung do cuộc khủng hoảng dầu mỏ năm 1973.
Những chỉ trích về mặt lý thuyết của quản lý nhu cầu là nó dựa vào Đường cong Phillips dài hạn mà không có bằng chứng, và nó tạo ra sự không nhất quán động và do đó có thể không đáng tin.
Ngày nay, hầu hết các chính phủ tương đối hạn chế các biện pháp can thiệp trong quản lý nhu cầu để giải quyết các cuộc khủng hoảng ngắn hạn, và dựa vào các chính sách như ngân hàng trung ương độc lập và các quy tắc chính sách tài khóa để ngăn chặn sự gián đoạn kinh tế dài hạn.

### Tài nguyên và môi trường
Trong quản lý tài nguyên thiên nhiên và chính sách môi trường nói chung, quản lý nhu cầu đề cập đến các chính sách để kiểm soát nhu cầu của người tiêu dùng đối với các hàng hóa nhạy cảm với môi trường hoặc có hại như nước và năng lượng.  Trong các công ty sản xuất, thuật ngữ này được sử dụng để mô tả các hoạt động dự báo nhu cầu, lập kế hoạch và thực hiện đơn hàng.  Trong bối cảnh môi trường, quản lý nhu cầu ngày càng được thực hiện nghiêm túc để giảm thông lượng tài nguyên khan hiếm của nền kinh tế mà giá cả thị trường không phản ánh chi phí thực sự.  Các ví dụ bao gồm đo nước của thành phố và thuế carbon đối với xăng.

### Kinh tế học phúc lợi
Quản lý nhu cầu trong kinh tế tập trung vào các nguồn lực phân bổ tối ưu để ảnh hưởng đến phúc lợi xã hội.
Kinh tế học phúc lợi sử dụng quan điểm và kỹ thuật của kinh tế vi mô, nhưng chúng có thể được tổng hợp để đưa ra kết luận kinh tế vĩ mô.  Bởi vì các quốc gia "tối ưu" khác nhau có thể tồn tại trong một nền kinh tế về phân bổ nguồn lực, kinh tế học phúc lợi tìm kiếm nhà nước sẽ tạo ra mức phúc lợi xã hội cao nhất.
Một số người phản đối ý tưởng phân phối lại của cải vì nó đối mặt với lý tưởng tư bản thuần túy, nhưng các nhà kinh tế cho rằng các trạng thái tốt hơn của lợi ích xã hội tổng thể có thể đạt được bằng cách phân phối lại thu nhập trong nền kinh tế.
Bởi vì kinh tế học phúc lợi tuân theo các kỹ thuật của kinh tế vi mô, trong đó lập kế hoạch nhu cầu là một phần của quá trình, đặc biệt là phân phối lại các quỹ thông qua thuế, phí và tiền bản quyền cho các chương trình vì lợi ích xã hội, như đường sá, dịch vụ, hỗ trợ thu nhập và hỗ trợ nông nghiệp.

## Quản lý nhu cầu như một quy trình kinh doanh
Quản lý nhu cầu là cả một quy trình độc lập và quy trình được tích hợp vào Kế hoạch hoạt động và bán hàng (S & OP) hoặc Kế hoạch kinh doanh tích hợp (IBP).  Định nghĩa của quy trình và các thành phần được đề cập trong phần này mô tả các thực tiễn tốt nhất hiện tại bao gồm các phương pháp và năng lực có hồ sơ thành công với các công ty hàng đầu hiện nay.  Nhiều nỗ lực được đưa vào các phương pháp tài chính hoặc học thuật bí truyền hơn; tuy nhiên giá trị thực tế của chúng bị hạn chế bởi khả năng sử dụng thường xuyên của các học viên kinh doanh.  Khi các phương pháp đó trở nên dễ tiếp cận hơn và là một phần của việc sử dụng thường xuyên, chúng tham gia các thực tiễn tốt nhất, "dự báo dự báo" được đề cập trong phần này là một ví dụ tuyệt vời.
Quản lý nhu cầu ở dạng hiệu quả nhất của nó có một định nghĩa rộng lớn ngoài việc phát triển một "dự báo" dựa trên lịch sử được bổ sung bởi "thị trường" hoặc trí tuệ khách hàng, và thường để cho tổ chức chuỗi cung ứng giải thích.  Philip Kotler, một chuyên gia nổi tiếng và giáo sư quản lý tiếp thị lưu ý hai điểm chính: 1.  Quản lý nhu cầu là trách nhiệm của tổ chức tiếp thị (trong định nghĩa bán hàng của ông là tập hợp con của tiếp thị); 2.  Nhu cầu "dự báo" là kết quả của những nỗ lực tiếp thị có kế hoạch.  Những nỗ lực có kế hoạch đó, không chỉ nên tập trung vào việc kích thích nhu cầu, quan trọng hơn là ảnh hưởng đến nhu cầu để đạt được các mục tiêu [kinh doanh] của một công ty.
Các thành phần của quản lý nhu cầu hiệu quả, được xác định bởi George Palmatier và Colleen Crum, là: 1.  Nhu cầu quy hoạch; 2.  Giao tiếp nhu cầu; 3.  Ảnh hưởng đến nhu cầu và 4.  Ưu tiên nhu cầu.

### Kiểm soát nhu cầu
Kiểm soát nhu cầu là một nguyên tắc của quy trình Quản lý nhu cầu bao trùm ở hầu hết các doanh nghiệp sản xuất.  Kiểm soát nhu cầu tập trung vào sự liên kết của cung và cầu khi có sự thay đổi đột ngột, bất ngờ trong kế hoạch nhu cầu.  Sự thay đổi có thể xảy ra khi nhu cầu ngắn hạn trở nên lớn hơn nguồn cung hoặc khi đơn đặt hàng thực tế thấp hơn kế hoạch nhu cầu được thiết lập.  Kết quả có thể dẫn đến các quyết định phản ứng, có thể có tác động tiêu cực về khối lượng công việc, chi phí và sự hài lòng của khách hàng.
Kiểm soát nhu cầu tạo ra sự đồng bộ hóa giữa các chức năng bán hàng, lập kế hoạch nhu cầu và lập kế hoạch cung ứng.  Không giống như đánh giá kế hoạch cung hoặc cầu hàng tháng thông thường, đánh giá Kiểm soát nhu cầu xảy ra theo chu kỳ thường xuyên hơn - hàng ngày hoặc hàng tuần - cho phép tổ chức đáp ứng nhanh chóng và chủ động đối với sự mất cân đối về cung hoặc cầu.

#### Hàng rào thời gian

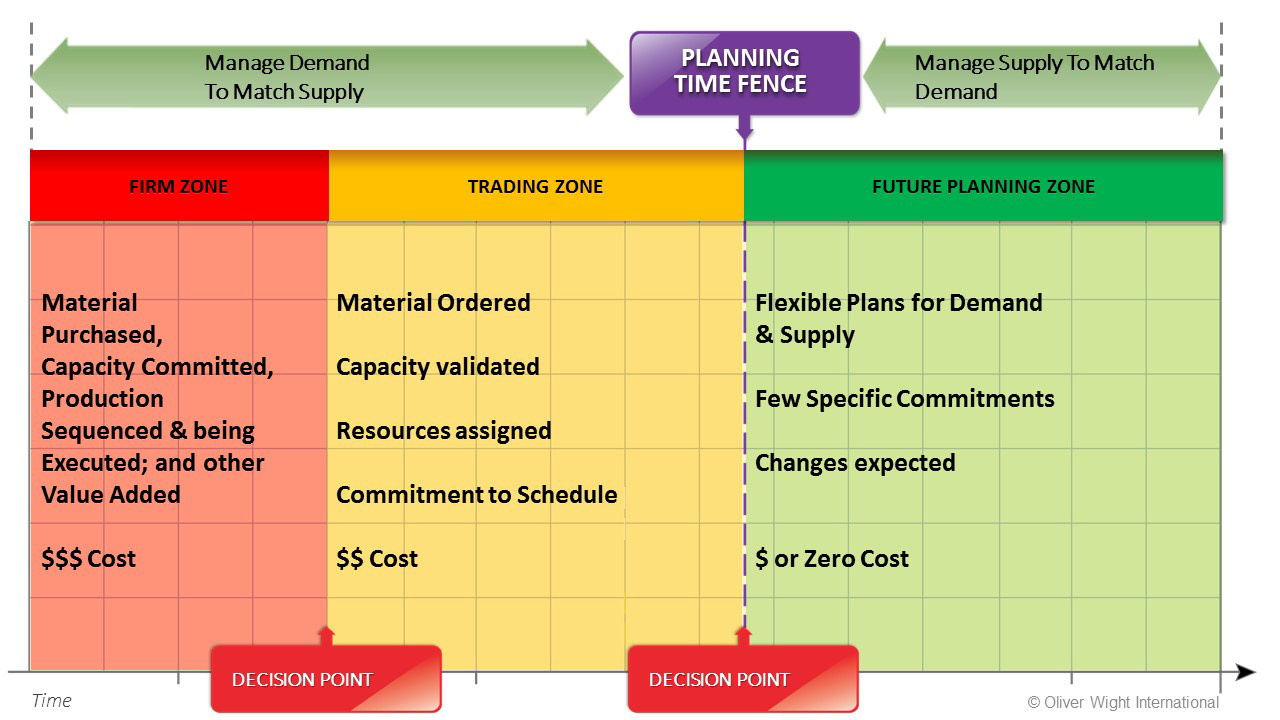

Quá trình kiểm soát nhu cầu yêu cầu tất cả các chức năng đồng ý về hàng rào thời gian trong phạm vi kế hoạch, sẽ không dưới 24 tháng dựa trên các thực tiễn tốt nhất của Kế hoạch kinh doanh tích hợp.  Hàng rào thời gian là một điểm quyết định trong phạm vi kế hoạch của nhà sản xuất.  Thông thường, ba hàng rào thời gian được thiết lập tồn tại trong một công ty:
- Khu quy hoạch tương lai - Cung được quản lý để phù hợp với nhu cầu
- Khu vực giao dịch - Nhu cầu được quản lý để phù hợp với nguồn cung cho sản xuất
- Khu vực công ty - Nhu cầu được quản lý để phù hợp với nguồn cung cho mua sắm

#### Kiểm soát nhu cầu
Bộ điều khiển nhu cầu được thiết lập khi một công ty thực hiện quy trình Kiểm soát nhu cầu.  Không giống như Người lập kế hoạch nhu cầu tập trung vào quản lý đơn hàng dài hạn, Người kiểm soát nhu cầu chịu trách nhiệm quản lý đơn hàng ngắn hạn, đặc biệt tập trung khi nhu cầu vượt quá cung hoặc cầu dường như ít hơn so với kế hoạch và tham gia quản lý bán hàng trong cả hai tình huống.  Bộ điều khiển nhu cầu hoạt động trên nhiều chức năng liên quan đến quá trình cung và cầu, bao gồm lập kế hoạch nhu cầu, lập kế hoạch cung ứng, bán hàng và tiếp thị.

## Yếu tố
Nhu cầu lập kế hoạch bao gồm một quá trình nhiều chế độ xem hoặc luồng công việc; bao gồm dự báo thống kê làm cơ sở từ "lịch sử nhu cầu" sạch [không giao hàng], sử dụng các mô hình thống kê hiệu quả nhất.  Kai Trepte đã phát triển bổ trợ "Dự báo X" của Microsoft Excel để cung cấp cho các học viên khả năng của máy trạm để đánh giá sự phù hợp nhất giữa các mô hình dữ liệu và dự báo.  Ngày càng "dự báo dự đoán" đã chuyển từ sử dụng hạn chế sang trở thành thông lệ tốt nhất cho nhiều công ty hơn.  Dự báo dự đoán sử dụng mô phỏng các kết quả tiềm năng trong tương lai và xác suất của chúng thay vì lịch sử để tạo cơ sở cho các kế hoạch nhu cầu dài (5-10 + năm).  Dự báo cơ sở thường được phát triển bởi các nhà hoạch định và phân tích nhu cầu, những người có thể ở khu vực hoặc tập trung.  Họ làm việc dưới sự hướng dẫn của người quản lý nhu cầu.  Dự báo cơ sở được truyền đạt tới các thành viên của nhóm quản lý nhu cầu.  Điều này thường bao gồm các nhà lãnh đạo bán hàng khu vực, quản lý thị trường và quản lý sản phẩm.  Nhóm có thể bao gồm các nhà lãnh đạo dịch vụ khách hàng, người quản lý đơn đặt hàng theo thỏa thuận dịch vụ với khách hàng và có cái nhìn sâu sắc trực tiếp về nhu cầu của khách hàng.  Đối với các nhà bán lẻ lớn, đây thường là điểm bán dữ liệu được cung cấp cho các nhà cung cấp.

## Trong lĩnh vực IT
Các nhà quản lý nhu cầu CNTT / IS tìm cách hiểu trước cách đáp ứng tốt nhất nhu cầu và mong đợi của khách hàng, khách hàng, đối tác và người hỗ trợ.  Vì vậy, dự báo và kích thước phù hợp của nhu cầu là cần thiết để cung cấp một môi trường công nghệ ổn định và hiệu quả. 